# Olivier Fauconnier
Olivier Fauconnier, né le 22 juin 1976 aux Abymes en Guadeloupe, est un joueur de football français. Il mesure 1,87 m et pèse 79 kg. Il évolue au  poste d'attaquant.

## Biographie
Olivier Fauconnier est passé par le centre de formation du Stade lavallois, qu'il quitte en 1995.
Il poursuit sa carrière au niveau amateur à Alès, avant de devenir professionnel à Gueugnon. En 2002 il signe au Havre en Ligue 1.
En 2004 il est acheté par l'OGC Nice, où il signe pour trois ans. Mis de côté par Gernot Rohr au bout de deux mois, il est prêté à Angers SCO. Il ne parvient pas à s'imposer et termine la saison à l'AC Ajaccio, de nouveau en prêt. Il quitte Nice en 2007, à la fin de son contrat.

## Carrière
- 1994-1995 : Stade lavallois
- 1996-1998 : RC Lens (D1), aucun match joué
- 1998-1999 : Olympique d'Alès (CFA), 25 matchs, 8 buts
- 1999-2000 : Olympique d'Alès (CFA), 8 matchs, 2 buts
- 2000-2001 : Olympique d'Alès (National), 24 matchs, 5 buts
- 2001-2002 : FC Gueugnon (D2), 29 matchs, 8 buts
- 2002-2003 : Le Havre AC (L1), 23 matchs, 6 buts
- 2003-2004 : Le Havre AC (L2), 27 matchs, 4 buts
- 2004-2007 : OGC Nice (L1), 2 matchs
- 2004-2005 : Angers SCO (L2), 11 matchs, 1 but
- 2005 : AC Ajaccio (L1), 4 matchs
- 2005-2006 : OGC Nice (L1), 0 match
- 2007 : Henan Jianye (Chinese Super League), 7 matchs, 4 buts
- 2010-2011 : Olympique d'Alès (Division d'honneur)[3]